# Алекса Пурич
Але́кса Пу́рич (серб. Алекса Пурић; нар. 7 липня 2003) — сербський футболіст, захисник іспанського клубу «Атлетіко Мадрид Б».

## Клубна кар'єра
Виступав за юнацьку команду «Саваціум» з рідного міста, після чого приєднався до академії «Партизаана». 16 жовтнч 2020 року підписав з клубом свій перший професіональний контракт. Влітку 2021 року на правах оренди перейшов в «Телеоптик».
17 липня 2023 року на правах вільного агента приєлнався до кіпрської команди «Докса Катокопіас». 21 серпня дебютував за «Доксу» в матчі Першого дивізіону проти АЕЛа, замінивши Николу Труїча. 19 квітня 2024 року в поєдинку проти «Неа Саламіна» забив свій перший гол за клуб.
4 липня 2024 року став гравцем іспанського клубу Сегунди «Расінг» (Ферроль). 17 серпня дебютував за нову команду в матчі Сегунди проти «Малаги», вийшовши в стартовому складі. 21 вересня 2024 року в поєдинку проти «Альбасете» забив свій перший гол за «Расінг». Всього в сезоні 2024–25 провів 39 матчів, відзначившись одним м'ячем, а його команда понизилась в класі.
17 липня 2025 року приєднався до резервної команди мадридського «Атлетіко», підписавши чотирирічний контракт. Сума трансферу становила 1 млн євро.

## Статистика виступів
Станом на 24 травня 2025 
| Клуб              | Сезон             | Чемпіонат           | Чемпіонат | Чемпіонат | Кубок | Кубок | Єврокубки | Єврокубки | Інші  | Інші | Всього | Всього |
| Клуб              | Сезон             | Дивізіон            | Матчі     | Голи      | Матчі | Голи  | Матчі     | Голи      | Матчі | Голи | Матчі  | Голи   |
| ----------------- | ----------------- | ------------------- | --------- | --------- | ----- | ----- | --------- | --------- | ----- | ---- | ------ | ------ |
| Докса Катокопіас  | 2023–24           | Перший дивізіон     | 31        | 1         | 1     | 0     | —         | —         | —     | —    | 32     | 1      |
| Расінг (Ферроль)  | 2024–25           | Сегунда Дивізіон    | 37        | 1         | 2     | 0     | —         | —         | —     | —    | 39     | 1      |
| Атлетіко Мадрид Б | 2025–26           | Прімера Федерасьйон | 0         | 0         | —     | —     | —         | —         | —     | —    | 0      | 0      |
| Всього за кар'єру | Всього за кар'єру | Всього за кар'єру   | 68        | 2         | 3     | 0     | 0         | 0         | 0     | 0    | 71     | 2      |